# جماعة جند القوقاز
جماعة جند القوقاز ، تشكلت في الأصل باسم أحرار الشركس ( العربية : كتيبة أحرار ألشركس، الكتيبة الشركسية الحرة)، كانت مجموعة مسلحة مقرها في محافظة القنيطرة في سوريا مع بعض المقاتلين في محافظة اللاذقية . كانت المجموعة مكونة من أشخاص من أصل شركسي من مدينة بئر عجم . برزت المجموعة خلال اشتباكات محافظة القنيطرة (2012-2014) .

## تاريخ
تأسست المجموعة على يد أحد سكان مدينة بئر عجم من أصول شركسية ويطلق على نفسه اسم أبو خطاب الشركسي والذي أعرب عن دعمه لإمارة القوقاز . وفي عام 2014 أعلن ولائه لأجناد القوقاز ، مما جعل أحرار الشرق جزءًا منها، ونقل بعض المقاتلين إلى محافظة اللاذقية ليكونوا أقرب إلى المركز المركزي لأجناد القوقاز.  وبعد إعلان ولائهم لأجناد القوقاز، اعترفت أجناد القوقاز رسميًا بنشاطها في محافظة القنيطرة.  واختارت المجموعة البقاء على الحياد في الصراع بين تنظيم الدولة الإسلامية والجماعات المتمردة الأخرى.